# Queensland Naturalist
Queensland Naturalist (abreviado Queensland Naturalist) es una revista con ilustraciones y descripciones botánicas que es editada en Australia desde el año 1908. (fue suspendida en los años 1910-1915, 1917-1920).